# Matti Schmid
Matthias „Matti“ Schmid (* 18. November 1997 in Regensburg) ist ein deutscher Profigolfer. Er gewann das European Amateur 2019 und 2020 und war bei der British Open 2021 bester Amateur. Derzeit spielt er erfolgreich auf der PGA Tour und der European Tour.

## Kindheit und Amateur-Karriere
Matti Schmid wuchs in Maxhütte-Haidhof, 20 km nördlich von Regensburg, auf. Sein Vater Roland, ein Golflehrer, arbeitete damals im Golf- und Landclub Schmidmühlen und führte ihn bereits im Alter von vier Jahren an den Golfsport heran. Schmid begleitete seinen Vater zu Unterrichtsstunden und entwickelte früh eine Leidenschaft für das Spiel. Mit elf Jahren wurde Schmid in das bayerische Landesteam aufgenommen und trat mit fünfzehn dem deutschen Nationalkader bei. Seine Jugendzeit war geprägt von intensiver Förderung und zahlreichen Erfolgen auf nationaler Ebene. Im Jahr 2017 gewann er die Bayerische Meisterschaft mit einem Gesamtergebnis von 17 unter Par. Im selben Jahr begann Schmid ein Studium der Finanzwissenschaften an der University of Louisville in Kentucky, USA. Dort spielte er für das Golfteam der Louisville Cardinals und entwickelte sein Spiel unter der Anleitung des ehemaligen PGA-Tour-Profis Ted Schulz weiter. Während seiner College-Zeit erzielte Schmid bedeutende Erfolge: Er gewann 2018 das Old Town Club Collegiate und stellte mit einem Rundenschnitt von 69,91 in der Saison 2019/20 den zweitbesten Wert in der Geschichte der Universität auf. 2019 und 2020 gewann er das European Amateur. 2019 scheiterte er bei der British Open ebenso am Cut wie 2021 bei der US Open. 2021 schaffte er bei der in Royal St. George ausgetragenen Open den Cut und wurde als geteilter 59. Rang bester Amateur und erhielt die Silver Medal. Seine herausragenden Leistungen in der Jugend und im College legten den Grundstein für seine erfolgreiche Karriere als Amateur und später als Profi.

## Profikarriere
Unmittelbar nach der Open Championship in Royal St. Georges wechselte Schmid ins Profilager. Im selben Jahr erhielt er einige Einladungen für Turniere der European Tour, auf denen seine Leistungen aufhorchen ließen. Herausragendes Ergebnis war ein zweiter Platz bei der Dutch Open (Golf), drei Schläge hinter dem Sieger Kristoffer Broberg. Aufgrund seiner guten Leistungen im ersten Profi-Jahr erhielt er den Sir Henry Cotton Rookie of the Year Award für seine Leistungen in der höchsten Europäischen Turnierserie.
Schmid qualifizierte sich durch seine Leistungen auch für ausgewählte Turniere der PGA Tour in den USA und erhielt Anfang 2023 eine Spielberechtigung für die Korn Ferry Tour, die als Entwicklungstour zur PGA Tour dient. Im Herbst 2023 schaffte er über die Final Series der Korn Ferry Tour den direkten Aufstieg auf die PGA Tour für die Saison 2024. Dabei erzielte er schnell eine ganze Reihe an Top-Platzierungen wie ein geteilter dritter Platz bei der Shriner's Children Open. Im Mai 2025 erzielte er beim Charles Schwab Challenge in Fort Worth, Texas, mit einem  zweiten Platz sein bislang bestes Ergebnis auf der PGA Tour. Er beendete das Turnier mit einem Gesamtergebnis von 11 unter Par und verpasste den Sieg mit einem Schlag Rückstand nur knapp hinter Ben Griffin. Mit Platz 76 in der Golfweltrangliste nahm er Ende Mai 2025 die bislang höchste Platzierung ein.
Sein Spielstil zeichnet sich durch eine große Konstanz vom Tee und starke Eisenschläge aus. Besonders seine mentale Stärke und seine Ausgeglichenheit auf dem Platz werden von Experten hervorgehoben.

## Siege als Amateur
- 2017 Bayrische Meisterschaft
- 2018 Old Town Club Collegiate
- 2019 European Amateur Championship
- 2020 European Amateur Championship

## Resultate bei Major Championships
| Tournament            | 2019 | 2020 | 2021  | 2022 | 2023 | 2024 | 2025 |
| --------------------- | ---- | ---- | ----- | ---- | ---- | ---- | ---- |
| Masters Tournament    |      |      |       |      |      |      |      |
| PGA Championship      |      |      |       |      |      |      |      |
| U.S. Open             |      |      | CUT   |      |      |      |      |
| The Open Championship | CUT  | KT   | T59LA |      |      |      | 69   |

LA = Bester Amateur („Low amateur“)

CUT = Cut nicht geschafft

T = geteilte Platzierung

KT = kein Turnier